# Данута Валенса
Мирослава Данута Валенса, рођена Голош, (пољ. Mirosława Danuta Wałęsa, Gołos; 25. фебруар 1949) је супруга бившег председника Пољске, Лех Валенсе.

## Биографија
Рођена је 1949. године у близини Венгрова у Пољској. Године 1983. Лех Валенса добио је нобелову награду за мир. Са Валенсом је у браку од 8. новембра 1969. године. Плашећи се да му комунисти неће дозволити повратак у земљу, у Осло је послао своју супругу Дануту. Лех и Данута имају осморо деце: Богдана (р. 1970), Славомира (р. 1972), Пржемислава (1974—2017), Јарослава (р. 1976), Магдалену (р. 1979), Ану (р. 1980), Марију Викторију (р. 1982), Бригиду (р. 1985). Данута је одрасла у селу Крипи код Венгрова. Радила је у продавници цвећа код бродоградилишта "Лењин" у Гдањску, где је и упознала Лех Валенсу који је тада био електричар. Била је још одлучнији антикомуниста од свога супруга. Често је испитивана од стране SB-а током 1980. године, када је основана "Солидарност". Отворено се ругала официрима који су дошли да је ухапсе. Аутобиографија Дануте, издата 2011. године под насловом "Снови и тајне" (Marzenia i tajemnice), продата је у преко 400.000 примерака.